# Richard Attwood
Richard James David "Dickie" Attwood (Wolverhampton, Staffordshire, 4 de abril de 1940) é um ex-automobilista britânico nascido na Inglaterra.
Durante sua carreira na Fórmula 1, ele correu pela BRM, Lotus e Cooper. Seu único pódio foi o 2º lugar no Grande Prêmio de Mônaco de 1968, e um total de 11 pontos. Ele venceu as 24 Horas de Le Mans de 1970 revezando com o alemão Hans Herrmann.

## Resultados nas24 Horas de Le Mans
| Ano  | Equipe                      | Veículo        | Co-piloto      | Co-piloto   | Posição | Nota                         |
| ---- | --------------------------- | -------------- | -------------- | ----------- | ------- | ---------------------------- |
| 1963 | Lola Cars Ltd.              | Lola MK6GT     | David Hobbs    |             | DNF     | Acidente                     |
| 1964 | Ford Motor Company          | Ford GT40      | Jo Schlesser   |             | DNF     | Acidente                     |
| 1966 | Maranello Concessionaires   | Ferrari 365P2  | David Piper    |             | DNF     | Bomba de água                |
| 1967 | Maranello Concessionaires   | Ferrari 412P   | Piers Courage  |             | DNF     | Óleo                         |
| 1968 | David Piper Racing          | Ferrari 250LM  | David Piper    |             | 7º      |                              |
| 1969 | Porsche System Engineering  | Porsche 917    | Vic Elford     |             | Ausfall | Getriebeschaden              |
| 1970 | Porsche KG Salzburg         | Porsche 917    | Hans Herrmann  |             | 1º      | Vitória Global(Classe S 5.0) |
| 1971 | John Wyer Automotive        | Porsche 917    | Herbert Müller |             | 2º      |                              |
| 1984 | Viscount Downe Aston Martin | Nimrod NRA/C2B | John Sheldon   | Mike Salmon | DNF     | Acidente                     |